# مايك بيتر
مايك بيتر (بالإنجليزية: Mike Angus)‏ (28 أكتوبر 1960 بميدلزبرة في المملكة المتحدة - ) هو لاعب كرة قدم بريطاني في مركز الوسط. لعب مع سكونثورب يونايتد ونادي ساوثيند يونايتد ونادي ميدلزبره وGuisborough Town F.C. ‏ وSouth Bank F.C. ‏ ودارلينجتون إف سى.

## وصلات خارجية
- مايك بيتر على موقع قاعدة بيانات كرة القدم.إي يو (الإنجليزية)